# Asturiana de la montaña
L'asturiana de la montaña ou casina est une race bovine originaire des Asturies en Espagne. Elle porte le nom international d'asturian mountain ou asturienne des montagnes en français.

## Origine

### Géographique
Elle est originaire d'Asturies, au nord-ouest de l'Espagne. Elle en porte le nom. Son autre nom, casina, vient de la commune de Caso.

### Historique
Comme sa cousine l'asturiana de los valles, elle appartient au rameau cantabrique. L'ethnologue Dechambre la suppose issue du bétail celte. Cette race fut longtemps élevée pour travailler les terres locales et exporter des bœufs de travail. Dans la zone autour de Caso, les éleveurs ont sélectionné la capacité laitière des vaches.
Dès la fin du XIXe siècle, une association d'éleveurs existe. À partir des années 1910, elle organise des concours de bovin puis met en place un contrôle de rendement laitier. Entre les années 1940 et 1980, des races étrangères sont introduites pour développer la production. Les asturianas sont métissées et les animaux pure race sont repoussés dans les zones les plus reculées et la race est orientée vers la production bouchère. En 1978, les pouvoirs publics décident de maintenir les races anciennes dans le but de conserver un patrimoine génétique. Un registre généalogique bovin est ouvert, répertoriant à ses débuts, 53 taureaux et 311 vaches. Durant les années 1980, de nombreux métissages avec l'asturiana de los valles ont lieu. En 1994, des aides sont octroyées pour le maintien de la race jugée en danger d'extinction. À partir de là, les effectifs remontent de 1 513 animaux à 2 000 dans les années 2010.

## Morphologie

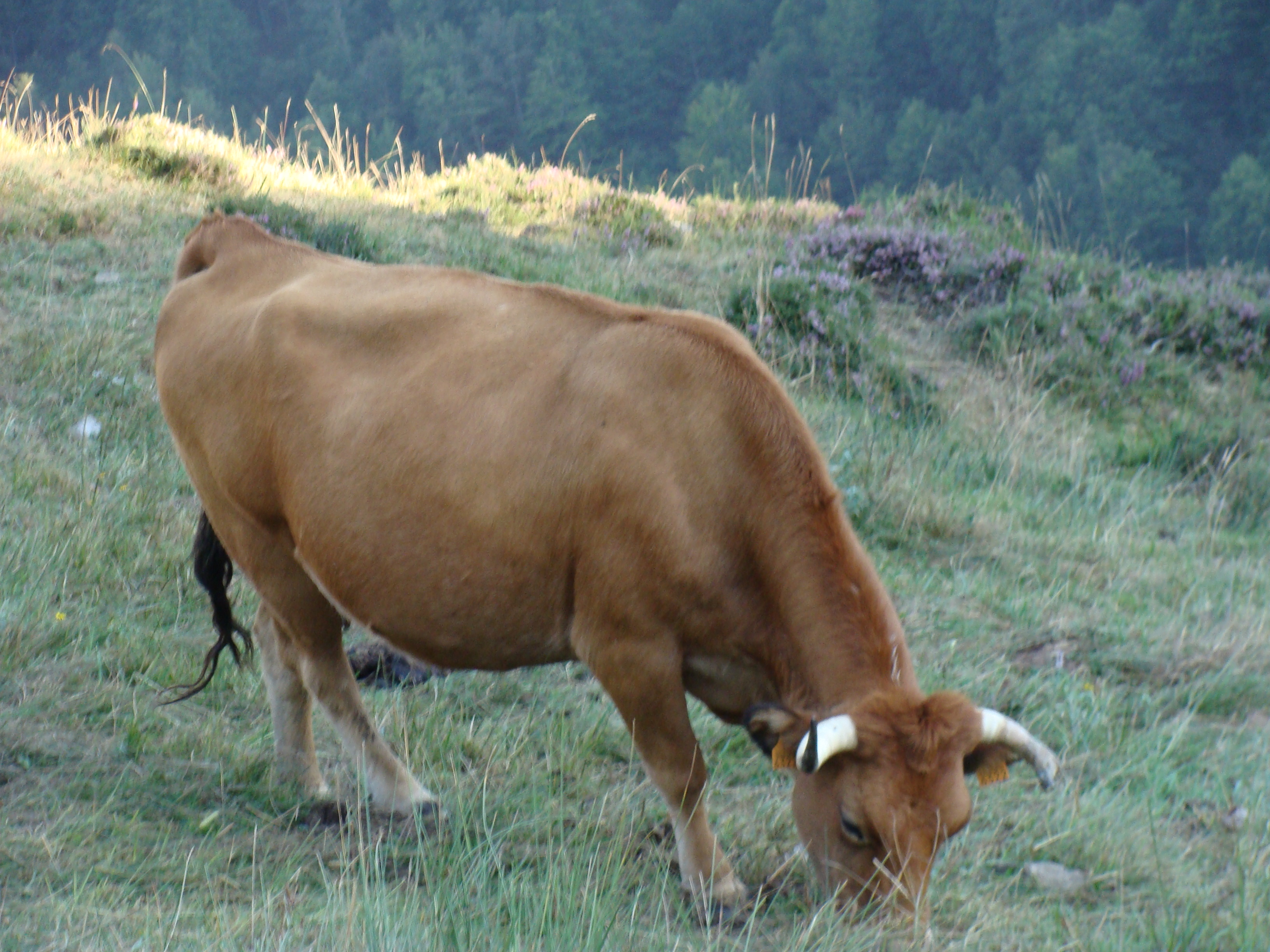
Vache présentant les caractères de l'asturiana de la montaña.

L'asturiana de la montaña est de taille moyenne et compacte. La vache mesure 125 cm pour une masse de 450 kg et le taureau 140 cm pour 750 kg.
Elle porte une robe châtain avec des nuances. Le tour des yeux et du mufle, l'intérieur des pattes et la zone génitale sont claires. À l'inverse, le liseré de tour des oreilles, le fouet de la queue et une tache sous l’œil sont plus sombres, quasi noirs. Chez les taureaux, la robe est globalement plus sombre. Selon les individus, le nuancier de couleur va du froment au châtain clair, avec des notes fauves ou rouges. 
La tête est de petite taille, plus grande chez les femelles. Elle a un profil rectiligne à légèrement concave. les orbites oculaires sont écartées et légèrement saillantes. L'intérieur des oreilles est velu. Les cornes sont implantées sur une nuque courte. Elles sont claires à pointe noire. Elles poussent vers l'avant puis vers le haut. Chez les vaches, elles sont plus longues que chez les taureaux et sont torsadées.
Le tronc est de bonne taille avec des côtes arquées donnant une bonne capacité thoracique. La ligne dorsale est légèrement ensellée. Les cuisses sont musclées et courtes et l'implantation de la queue est haute et saillante. 
Les pattes sont courtes à squelette fin mais solide. Les petits sabots sont noirs et durs, aptes à la marche.

## Aptitudes

### Élevage
La race asturienne est bien adaptée à son terroir d'origine montagneux. Elle fait montre de bonne résistance au climat d'altitude contrasté : la moyenne annuelle est de 9 °C avec des précipitations allant jusqu'à 1 300 mm. Ses membres et sabots sont adaptés aux pâturages pentus. 
La vache est une bonne mère et bénéficie d'une bonne longévité puisque des animaux vêlent encore à seize ans. 
Les veaux naissent à 25 kg pour les génisses et 26 kg pour les taurillons. Les jeunes nés en octobre sont un peu plus lourds et ceux nés en juillet plus légers. Le dimorphisme sexuel s'accentue et le poids au sevrage est de respectivement 126 et 135 kg ; cette différence est liée à la prise de poids quotidienne. Les plus lourds sont nés en hiver. La production de viande se fait selon un ration de cinq kg de nourriture consommée pour un kg de viande produite.

### Viande
La production concerne des veaux de sept-huit mois, des veaux de quatorze mois, des jeunes bovins de dix-huit à trente mois et des bœufs de trois ans.
Le rendement des carcasses est de 55 %. Leur composition révèle 76,7 % de muscle, 11,4 % de gras (dont 8,5 % intramusculaire) et 10,2 % d'os.
La viande peut bénéficier d'une indication géographique protégée sous le nom « Ternera asturiana ». L'adjonction du nom « casìn » indique les animaux de race asturiana de la montaña. Sans cette indication, les animaux peuvent être de race asturiana de los valles.

## Mode de production
Dans la région d'origine, les animaux sont menés en petits troupeaux, produisant veaux et fromage. Les animaux hivernent en stabulation et sortent au printemps en prairies et l'été en estive. Ils se nourrissent d'herbe fraîche durant trois saisons et de foin et d'ensilage en hiver. Le nombre d'animaux est limité par la capacité fourragère de la région, alors que les prairies d'altitude sont vastes. Les troupeaux sont triés à la descente d'alpage et les veaux et animaux de réforme vendus lors des nombreuses foires aux bestiaux qui se tiennent à l'automne. La monte naturelle est majoritaire et induit une majorité de naissances entre janvier et mai. 
Les élevages où elle a été introduite plus au sud en Castille-et-Léon sont exclusivement bouchers, extensifs et de plein air. Ces grandes exploitations laissent les troupeaux utiliser librement les ressources fourragères de zones de plateau pauvres. Ces élevages sont bien adaptés au métissage, utilisant les qualités de mère des asturianas à la vitesse de croissance et la conformation de mâles de race plus productive.
Les éleveurs souhaitant utiliser l'insémination artificielle disposent de la possibilité de choisir le semence sur catalogue en fonction des qualités des mâles.

## Sources